# Abi (Indonesië)
Abi is een bestuurslaag in het regentschap Timor Tengah Selatan van de provincie Oost-Nusa Tenggara, Indonesië. Abi telt 1058 inwoners (volkstelling 2010).